# Grupo de Forcados Amadores de Cascais
O Grupo de Forcados Amadores de Cascais é um grupo de forcados fundado a 19 de setembro de 1963. O Cabo fundador foi José Júlio Pelouro da Costa. O cabo atual, Afonso Tomaz da Cruz, lidera o Grupo desde 10 de maio de 2025.

## História
O Cabo fundador do Grupo foi José Júlio Costa, tendo a presentação do grupo decorrido a 19 de setembro de 1963. O grupo teve como forcados fundadores: José Júlio Costa (Cabo), Luís de Mascarenhas, Carlos Anacleto, José Carradinha, Augusto Ferreira do Amaral, João Gaspar, António Bustorff, Américo Guerra, Mário Agostinho, Filipe Malta da Costa, Sequeira Nunes, Rui Alvarez, Eduardo Bobone, Manuel Ponte, Joaquim Mourão, Fernando Burnay e Nuno Esperança.
Chamado para a Guerra do Ultramar, José Júlio Costa transmitiu o comando do Grupo a Luís de Mascarenhas. Foi já com o 2.º Cabo que o Grupo participou na sua primeira corrida oficialmente dita, realizada a 19 de abril de 1964 na Praça de Toiros do Campo Pequeno. Perante toiros de Norberto Pedroso, atuaram a cavalo D. José Ataíde e Pedro Louceiro, e tourearam a pé ‘’El Niños Toreros’’. As 4 pegas da corrida foram concretizadas pelos seguintes forcados de Cascais: Luís de Mascarenhas (Cabo), Carlos Anacleto, José Carradinha e Augusto Ferreira do Amaral.
Todavia, por motivos profissionais, bons elementos que o conjunto possuía, foram-se afastando e Luís Mascarenhas em 1966 passou a chefia a Vítor Freire.
Este, que dizia ir relançar o grupo, teve como companheiros de aventura: Mário Agostinho, Augusto Mascarenhas Barreto, Joaquim Correia, Fernando Blé, Bejamim Lopes, Nuno Pinto Coelho, Manuel Lamas da Silva e Francisco Sarzedas.
Em 1970, é já Mário Agostinho que está à frente do conjunto. Desentendimentos com o cabo Vítor Freire, fizeram com que este fosse substituído, continuando em atividade todos os elementos do grupo. Este grupo manteve-se até 1973, sofrendo depois uma paragem. Mas a gentes de Cascais exigia a reaparição do seu Grupo.
Depois de um interregno de cinco anos, o grupo surge em 1981 com a força e vontade de recuperar o tempo perdido. Ao leme Francisco Cano, valoroso e experiente forcado. Teve a acompanhá-lo de início: Fernando Silva, José Banha, Carlos Damas, Joaquim Guaparrão, Carlos Martins, António Freitas, Vítor Brás, António Madeira, João Carmona, Vítor Ferreira, José Luís Zambujeira, António Baião, Adelino Gomes, Francisco José Linguiça, José António, Idalécio Botelho da Silva e José Francisco Grave. Também Pedro Castelo Branco, Miguel Machado, Luís Mira Coroa, José Descalço, Pratas Palma, José António, Bernardo Mosquitela e João Arnoso, Vítor Santos, Carlos Janeiro, Tomaz da Cruz, Pedro Baptista, estiveram sob seu comando.
Em 1988 somaram 26 corridas.
José Luis Zambujeira assume o grupo em 2000.
A melhor temporada do Grupo decorreu em 2007, somando 27 corridas pegadas e o 3.º lugar no ranking de forcados. Nesta temporada receberam os troféus de melhor pega em Aljustrel, Vila Nova da Baronia, Beja, Cabeça Gorda e Messejana.
Em 2007, após um excelente trabalho realizado por José Luis, colocando o grupo no topo do escalafón nacional, Pedro Marques é quem comanda o grupo até 2012, entregando o grupo a Joel Zambujeira.
Ao longo da sua história o Grupo conta também com atuações no estrangeiro: Espanha, França, Estados Unidos da América (Califórnia) e México.
Elementos do Grupo participaram em dois filmes portugueses da década de 1960: Gado Bravo e A Última Pega.
Tendo diminuído a captação de novos valores na região e não havendo corridas de toiros em Cascais, por a vila ter deixado de ter praça de toiros, no século XXI a maioria dos elementos do grupo passaram a ser oriundos do Alentejo.
O atual Cabo é Paulo Loução, tendo assumido o comando do Grupo a 5 de agosto de 2016 numa corrida realizada em Beja.

## Cabos
1. José Júlio Pelouro da Costa (1963–1964)
2. Luís de Mascarenhas (1964–1966)
3. Vítor Freire (1966–1970)
4. Mário Agostinho (1970–1973)
5. Francisco Cano (1981–2000)
6. José Luís Zambujeira (2000–2007)
7. Pedro Marques (2007–2012)
8. Joel Zambujeira (2012–2016)
9. Paulo Loução (2016–2025)
10. Afonso Tomaz da Cruz (2025)